# Riodina lycisca
Riodina lycisca is een vlindersoort uit de familie van de prachtvlinders (Riodinidae), onderfamilie Riodininae.
Riodina lycisca werd in 1853 beschreven door Hewitson.